# Protosterrenstelsel
In de fysische kosmologie is een protosterrenstelsel een verzameling van materie van gas dat zich tot sterrenstelsel begint te vormen. Men veronderstelt dat de snelheid van de stervorming tijdens deze ontstaansperiode bepaalt of het zich vormt tot een elliptisch sterrenstelsel of een spiraalvormig sterrenstelsel; een tragere stervorming zou sneller leiden tot een spiraalvormige. De kleinere hoopjes gas van een protosterrenstelsel vormen zich tot sterren.
De term "protosterrenstelsel" wordt over het algemeen gebruikt om "voorlopers van de huidige (normale) sterrenstelsels, in de vroege stadia van ontwikkeling" te beschrijven. Echter biedt het begrip "vroege stadia van ontwikkeling" ruimte voor interpretatie. Het zou verschillend kunnen worden uitgelegd, zoals: "De eerste significante uitbarsting van stervorming in een voorloper van een hedendaags elliptisch sterrenstelsel"; "Het toppunt van de epoche van samensmelting van de (theoretische) donkere materie halo's die vandaag de dag een sterrenstelsel zouden produceren"; "Een stilstaand lichaam van gas voordat er stervorming heeft plaatsgevonden"; of "Een te compact gebied van donkere materie in het zeer jonge universum, voorbestemd om onder zwaartekracht samen te komen en ineen te storten."

## Vormingsproces

### Vanaf het vroege universum...
Men veronderstelt dat het vroege universum is begonnen met een nagenoeg compleet uniforme distributie (elk deeltje met een even grote afstand van het andere) van materie en donkere materie. De donkere materie zou dan zijn gaan samenklonteren vanwege de zwaartekracht en de kwantumfluctuatie. Dit wordt afgeleid van de onzekerheidsrelatie van Heisenberg dat aantoont dat er kleine veranderingen in de hoeveelheid energie in lege ruimte optreden. Paren deeltjes en hun antideeltjes kunnen ontstaan en deze energie teweegbrengen door de massa-energierelatie, de gravitatiekracht zal dan andere deeltjes ernaar toe bewegen, wat een verstoring van de evenwijdige verdeling betekent en er een sterker centraal punt van zwaartekracht kan ontstaan. Wanneer dit gebeurt in het huidige universum is het effect ervan verwaarloosbaar, echter zouden de condities vlak na de oerknal wel een zeer significante  omgeving zijn voor het begin van het ontstaan van de massa concentraties zoals we die nu observeren. De compacte gebieden van donkere massa zouden dan op hun beurt de gewone materie hebben kunnen aantrekken. Dit vormingsproces werd gerapporteerd geobserveerd te zijn door Nilsson et al. in 2006. Deze kleine concentraties gas (hoofdzakelijk waterstof) en sterren, vele malen kleiner dan de Melkweg, waren de eerste protosterrenstelsels.

### ...tot moderne sterrenstelsels

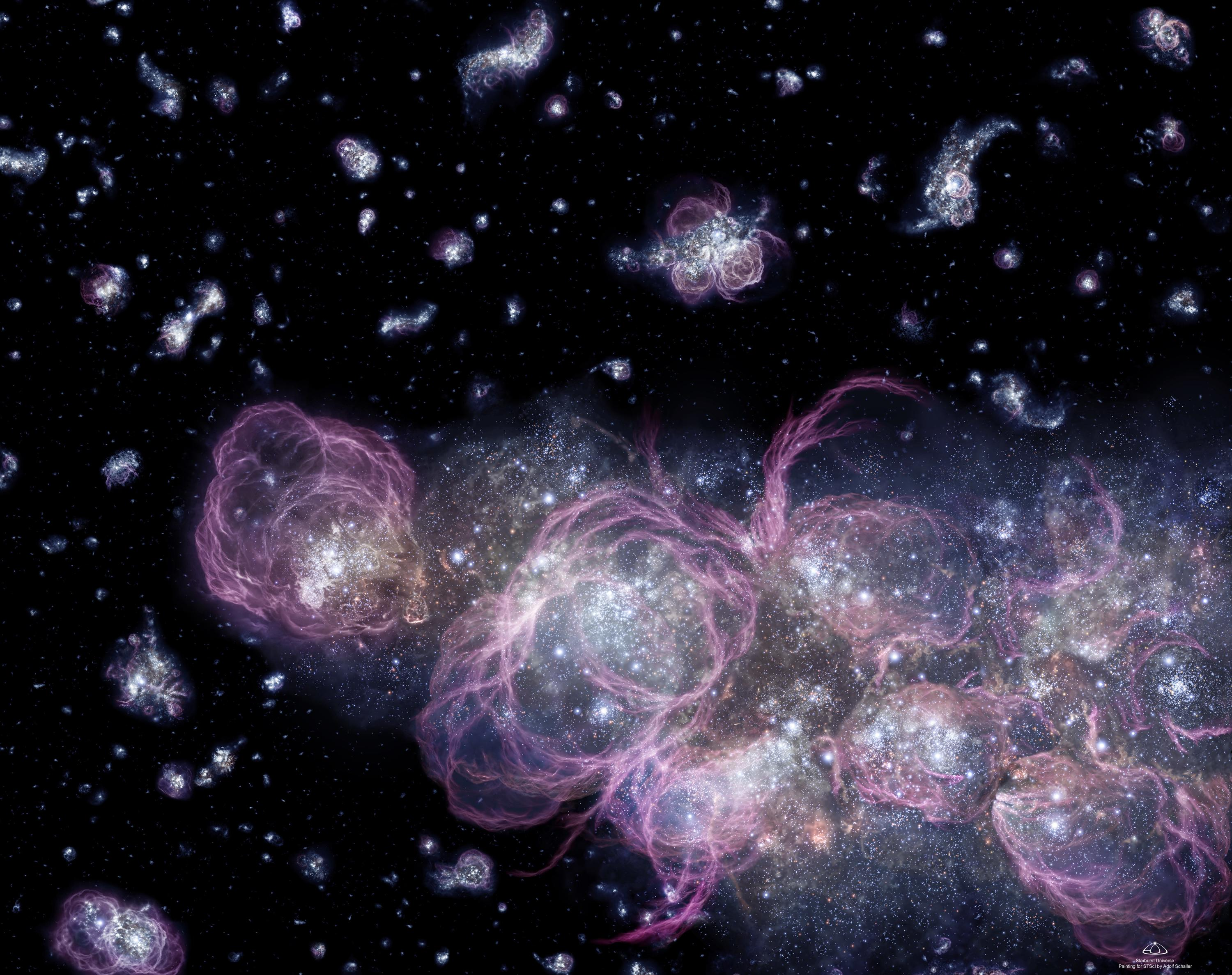
Illustratie van botsende protosterrenstelsels.

De huidendaagse theorie is dat groepen van kleine protosterrenstelsels onder invloed van zwaartekracht tot elkaar werden aangetrokken en in botsing kwamen, wat resulteerde in de vorming van de veel grotere "volwassen" sterrenstelsels die we nu kunnen zien. Dit is hetzelfde proces waarbij continu kleinere componenten na botsing een grotere vormen, wat we nog steeds waar kunnen nemen.

## Eigenschappen

### Samenstelling
Op dit vroege tijdstip van de ontwikkeling van het heelal heeft er nog geen stervorming plaatsgevonden, dat andere elementen heeft kunnen creëren, dus moeten deze protosterrenstelsels haast wel compleet uit waterstof en helium hebben bestaan. Het waterstof bond dan samen tot H2 moleculen, met een klein deel van uitzonderingen. Toen de stervorming eenmaal op gang kwam zou dat de samenstelling van het universum gaan veranderen door middel van kernfusie en de productie van meer elementen.

### Vormingsmechaniek
Zodra een protosterrenstelsel begint te vormen, zullen alle deeltjes gevangen in de zwaartekracht een vrije val ernaar toe vertonen. De meest sterrenstelsels hebben deze fase van vrije val afgerond en zijn een stabiel elliptisch of schijfachtig sterrenstelsel geworden. De formatie van clusters van sterrenstelsels duurt veel langer en is ook vandaag de dag nog bezig. De vroege fase zou verantwoordelijk kunnen zijn voor een groot gedeelte van het impulsmoment van stelsels. Een protosterrenstelsel verkrijgt dit dan door de invloed van de zwaartekracht van nabije samenklonteringen in het vroege universum. Hoe verder weg het gas van het centrale punt is gelegen, hoe meer snelheid deze dan kan verkrijgen.

### Lichtkracht
De lichtkracht van protosterrenstelsels komt van twee bronnen. De eerste en belangrijkste is van straling van kernfusie van het veranderen van waterstof in helium door de eerste sterren. Deze vroege eruptie van stervorming zou volgens de theorie de lichtkracht van een protosterrenstelsel gigantisch moeten hebben gemaakt, vergelijkbaar met een huidige quasar. De tweede veronderstelde bron zou de vrijkomen overdaad van gravitationele bindingsenergie zijn. De voornaamste golflengte die men verwacht van een protosterrenstelsel is een vorm van ultraviolet, die men de Lyman-alpha lijn noemt, de golflengte die wordt uitgestraald wanneer waterstofgas geïoniseerd wordt door de straling van een ster.

## Detectie
Theoretisch gezien zouden protosterrenstelsels vandaag de dag nog geobserveerd kunnen worden. Omdat het licht dat van de verste uithoeken van het observeerbare universum komt, doet het er heel erg lang over om de Aarde te bereiken. Deze ontwikkelingsfase van het heelal zou waarneembaar moeten zijn. Er zijn de afgelopen 30 jaar veel pogingen gedaan om ze te vinden, omdat dit bewijs zou leveren voor een inzicht van hoe sterrenstelsels moeten ontstaan. De afstand dat dit licht zou moeten overbruggen is echter enorm en het feit dat Lyman-alpha straling gemakkelijk geabsorbeerd wordt door kosmisch stof, zijn sommige astronomen van mening dat het signaal ervan te zwak is om gedetecteerd te kunnen worden.
In 1996 was een mogelijk protosterrenstelsel ontdekt door Yee et al. met het Canadese Netwerk voor Observationele Kosmologie (CNOC). Het object was een schijfachtig sterrenstelsel met een hoge roodverschuiving en een erg hoge lichtkracht. Later trok men dit in twijfel omdat het vermoeden rees dat de gigantische lichtkracht veroorzaakt werd door een zwaartekrachtlens van een open sterhoop op de voorgrond. 
In 2006 heeft K. Nilsson et al. een Lyman alpha blob gevonden die Lyman-alpha UV straling uitzond. Na analyse werd geconcludeerd dat het een gigantische wolk waterstofgas moest zijn dat op een brok donkere materie viel in het zeer vroege universum, waarbij een protosterrenstelsel gevormd is.
In 2007 gebruikten Michael Rauch et al. de VLT voor een speurtocht naar intergalactisch gas, toen ze een paar dozijn afzonderlijke objecten detecteerden welk grote hoeveelheden Lyman-alpha type UV straling uitzonden. Hun conclusie was dat deze 27 objecten voorbeelden van protosterrenstelsels zijn die 11 miljard jaar geleden deze straling uitzonden.